# Comissão
Comissão é uma recompensa, na maioria das vezes financeira, oferecida pela intermediação de negócios ou cumprimento de metas ou objetivos definidos previamente com o intuito de incentivar os resultados comerciais.
Existem inúmeros exemplos do uso de comissões, como por exemplo: sobre corretagem de imóveis, venda de mercadorias, economia de recursos, entre outros. 
Existem, ainda, comissões cumulativas, também conhecidas como comissão em cascata. Nestes casos, uma pessoa recebe comissão sobre as vendas ou metas de outras pessoas de sua equipe.

## No Brasil
No Brasil, o comércio varejista de mercadorias tem por hábito incorporar ao salário mensal os valores de comissão sobre as vendas. Um modelo de comissão em cascata muito conhecido no Brasil é sobre a venda de produtos por catálogo, onde um vendedor autônomo sem contrato de trabalho com a empresa fornecedora das mercadorias comercializa os produtos desta por meio destes catálogos de produtos, recebendo um percentual sobre os valores das vendas que efetuar, sem ter um rendimento fixo mensal proporcionado pela empresa.